# Полонізм
Полоні́зм (лат. polonismus від polonus — «польський») — запозичення з польської мови. Полонізмом може бути не обов'язково лексема, а й фонетична, граматична чи фразеологічна форма.

## Полонізми у мовах світу
У більшості мов світу полонізми означають тільки польські реалії і предмети національної культури (гетьман, злотий, мазурка, пан, пончики, сейм). Проте, у мовах народів, що здавна сусідили з Польщею (німецька, російська, чеська), сфера їхнього вживання набагато ширша, а у мовах країн, що тривалий час перебували в складі польської держави (білоруська, українська), вони становлять значну частину лексики.

### Англійська
- Babka, baba («бабка», пиріг) < babka[1];
- Bigos («бігос», страва);
- Britzka, britska («бричка») < bryczka;
- Intelligentsia («інтелігенція») < inteligencja[2];
- Kabanos («кабанос», сорт мисливських сосисок);
- Kielbasa («ковбаса з рубаного м'яса») < kiełbasa;
- Klotski («кльоцки», гра-головоломка) < klocek («шматок деревини»);
- Konik («польський коник», порода коней);
- Krakowiak («краков'як», танець);
- Krówkі («корівка») < krówka;
- Kujawiak («куяв'як», танець);
- Makowiec («рулет з маком»);
- Marrowsky («спунеризм»)[3];
- Mazurka («мазурка», танець) < mazurek;
- Oberek («оберек», танець);
- Ogonek («огонек», діакритичний знак)[4];
- Oscypek («осципек», різновид сиру);
- Paczki («пончик») < pączek[5];
- Pierogi («вареники»)[6];
- Rendzina, rendsina («рендзини», тип ґрунтів) < rędzina;
- Sejm («сейм»)[7];
- Starka («старка», сорт горілки);
- Zloty («злотий») < złoty («золотий»; «злотий»)[8];
- Zubr («зубр») < żubr[9][10];
- Żurek («жур»).

### Німецька
- Dalli! («ворушись!»; «мерщій!») < dalej;
- Grenze («границя, межа») < granica;
- Gurke («огірок») < ogórek;
- Konik («польський коник», порода коней);
- Ogonek («огонек», діакритичний знак);
- Rendzina («рендзини», тип ґрунтів) < rędzina[11];
- Säbel («шабля») < szabla;
- Stieglitz («щиголь») < szczygieł;
- Zeisig («чиж») < czyżyk.

## Полонізми в українській мові
Поряд з російською, польська мова справила найзначніший вплив на сучасну українську. Це пояснюють, передусім, тривалим перебуванням більшої частини території сучасної України у складі польської держави. Проблема ролі полонізмів у її формуванні до кінця не розв'язана й досі. За різними оцінками, до полонізмів можна віднести до 1 700 слів у лексиці сучасної української мови, засвідченої у словниках. За всю історію української мови було запозичено близько 17 000 слів з польської. Польські запозичення наявні у різних лексичних сферах: це як загальновживана лексика (влада, ґудзик, коштувати, пан, рахунок), так і діалектизми (амбасада, аґенція, екзиль, пацьорки, упосліджувати), а також екзотизми (ксьондз, сейм, мазурка, креси).
Серед запозичених польських слів чимало таких, що походять від праслов'янської і часто мають етимологічні відповідники в сучасній українській, староукраїнській або давньоруській мовах. Деякі з них зберігають в українській свої давні значення (міць, промінь, скроня, дзбан, червоний при питомо українських міч, поромінь, скороня, джбан, черлений), інші зазнали певних семантичних змін ще в польській мові (плентатися, цнота при українських плутатися, чеснота).
Польська мова стала посередником для входження до українського лексичного фонду великої кількості слів німецького і латинського походження, передусім, науково-культурної термінології й технічної лексики.
З праслов'янських часів українці і поляки були сусідами, тому між ними існували і тісні мовні зв'язки. Поряд з впливом на українську польської мови відбувався і зворотний процес — українська впливала на польську як у фонетичному, так і в лексичному планах. У сучасній польській мові існує значна частка українізмів (czereśnia, hodować, hołoble, hreczka, koromysło, mowa, porohy).

### Проблема полонізмів
На думку низки дослідників, польська мова збагатила староукраїнську новими словами й словотворчими елементами, а також послугувала джерелом для проникнення до неї величезної кількості спеціальних термінів зі західноєвропейських мов (латини, німецької, французької). Якщо вплив російської мови викликає здебільшого негативну оцінку (насаджування російської через «теорію офіційної народності», пізніше — через «теорію злиття мов»), польський вплив оцінюється досить схвально: його пояснюють «тісним контактом української й польської спільнот в умовах проживання на території однієї держави». Втім, є інший погляд на можливість таких контактів: так, Іван Огієнко зазначає, що «власне аж до останнього часу не було добрих шляхів на Україні, які вможливлювали б скоре й широке розповсюдження польських позичок серед народніх мас». Василь Шимановський пише щодо впливу польської на народну українську мову XVI—XVII ст.: «про цей вплив ми можемо говорити лише настільки, наскільки він відбився в літературних пам'ятках, які дійшли до нашого часу, і залишив свої сліди в сучасних наріччях». Українські мовознавці[хто?] позитивно ставляться до активного засвоєння польських слів, якщо разом з ними з'являлися нові поняття і розширювалася семантична структура української мови. Запозичення ж синонімів до вже наявних українських слів оцінюється ними негативно.
Прагнення звільнити українську мову від росіянізмів наприкінці XX — початку XXI ст., спричинює, серед іншого, впровадження до активного слововживання забутих і діалектних полонізмів. Серед слів, замінюваних останнім часом полонізмами, наявні й питомо українські слова (амбасада, атентат, інвазія, мілітарний, офензива замість посольство, замах, навала, військовий, наступ).
Тема полонізмів може набувати і політичного забарвлення. У російських шовіністичних колах поширена точка зору, згідно з якою українська мова є не самостійною слов'янською мовою, а одним з говорів російської, у якому присутня значна кількість польської лексики. Прихильники цієї теорії вказують на численні україно-польські лексичні паралелі, відсутні між українською і російською, пояснюючи їх масовим засвоєнням польської лексики за часів Речі Посполитої. Наведені україно-польські лексичні паралелі не завжди виявляються полонізмами в українській, часто вони мають спільне праслов'янське походження, іноді являють собою приклади українізмів у польській (гречкосій, мова).

### Виявлення полонізмів
Ідентифікація полонізма є непростою задачею. Сам по собі збіг українського й польського слів не може бути підставою розглядати його як польське запозичення: вони можуть мати загальнослов'янське походження. На польське походження слова вказують такі ознаки:
1. Фонетичні:
- Наявність характерних для польської мови неповноголосних сполучень, що являють собою рефлекси слов'янської метатези плавних:
  - Сполучення trot на місці прасл. *tort (промінь, крот, стокротка);
  - Сполучення tłut на місці прасл. *tъl̥t (слуп, тлустий, тлумок, тлучок);
- Сполучення «-дз-» (дзьоб): прасл. *dz у східнослов'янських мовах перейшов у [z], у польській зберігся як африкат [dz];
- Наявність звука [g] («ґ») (замість природного для української [ɦ], «г»), де він походить від польських [g], [k]: аґрус, ґанок, ґніт, ґрати, ґудзик. Особливо багато слів зі звуком «ґ» у західноукраїнських говірках, проте, не всі з них мають польське походження: деякі є мадяризмами і германізмами, а деякі і питомо українськими словами (дзиґа);
- Збереження праслов'янського суфікса *dl (*dьl): вагадло, виделка, ковадло, повидло, простирадло, чуперадло (пор. пол. mydło, szydło, widły, що відповідають українським мило, шило, вила)
- Пом'якшення праслов'янського кореня *vьx (зáвше)
- Рефлекси праслов'янських носових голосних «он», «ом», «ен», «ун» (замість питомо українських «у», «я»): венгерець, вензель, вонпити, ксьондз, хорунжий[14].

2. Словотвірні:
- Наголошений суфікс «-ов(ий)» у відіменникових прикметниках може в низці випадків свідчити про польське походження слова (адресо́вий, безпредмето́вий, безтерміно́вий, бензино́вий, вагоно́вий, ванільóвий, шабльонóвий). Він походить від праслов'янського суфікса-нарощення -ov- типу відмінювання з основою на *-ǔ, але існує відповідний питомо український суфікс, що може як наголошуватися (медо́вий), так і не наголошуватися (верхови́й, домови́й, низови́й, передови́й);
- Суфікс -іст(а)/-ист(а) (баліста, басиста, органіста, цимбалиста);
- Суфікс -ця на позначення особи переважно чоловічої статі (дорадця, радця, райця);
- Суфікс -іськ(о) / -иск(о) замість -іще, -ище (становисько);
- Приставка «за-» — зі значенням досягнення результату (заадресувати, забавитися, запомога, запродати, зателефонувати, затитулю(у)вати)[14].

3. Морфологічні:
- Жіночий рід низки галіцизмів — замість чоловічого при запозиченні через російську (ґрипа, девіза, діягноза, екзекутива, екстаза, еліпса, жакета, консоля, редута — проти грип, девіз, діагноз, екзекутив, екстаз, еліпс, жакет, консоль, редут);
- Поширене закінчення «-а» іменників чоловічого роду (асиста, басиста, ідіота, органіста, цимбалиста). Втім, досить поширене закінчення «-а» й у питомо українських слів чоловічого роду (зануда, паливода, рибалка);
- Нульове закінчення іменників, які мають закінчення «-а» у разі запозичення через російську мову (діядем, монополь, теорем, цитат — проти діадема, монополія, теорема, цитата)[14].

Явними полонізмами є спільні україно-польські слова, які у самій польській є запозиченнями зі західноєвропейських мов (переважно німецької і латинської). До української вони потрапили, дещо змінивши свій фонетичний характер (аґрус, ґрати, шинка, шукати, ярмарок).
При запозиченні польських слів до української з ними могли відбуватися такі зміни:
- Поява протетичного звука [ɦ] («г») перед початковим [a] (гармата);
- Зміна польського «f» на «хв», «х» (хвіртка, хурман)
- Заміна носових ę, ą на українські «ен», «он», у старих запозиченнях — «я», «ун» (венгерець, вензель, ксьондз, вонтпити, пончик, цвях, хорунжий)[14]

### Полонізми в літературній мові
Більшість слів подаються та відсортовані за підкатегоріями згідно з «Етимологічним словником української мови» Інституту мовознавства імені О. О. Потебні НАН України. Інші джерела вказані в примітках і коментарях.
Жирним курсивом виділено слова, вживання яких у всіх значеннях обмежено розмовним стилем мовлення.
- Ба́зграти < bazgrać («невміло, погано писати»), не зовсім ясного походження;
- Бачити < baczyć («звертати увагу»; первісно — «бачити») < прасл. *ob-ačiti, від *oko[ком. 1]. Існують інші версії походження польського слова[ком. 2], а також спроби виведення українського бачити з інших мов[ком. 3];
- Бидло < bydło (первісно — «житло»), від być («бути»);
- Блюзни́ти, блюзнір < bluźnić («богохульствувати»), д.-пол. bluźnierz < прасл. *bljuzniti, пов'язане з *bljuzgati («вивергати з себе»);
- Блякнути < blaknąć, якому відповідає питоме [бле́кнути]. Зазнало впливу пол. blady («блідий»);
- Братерський < braterski, від д.-пол. bratr («брат»)[31][ком. 4];
- Булка < bułka, buła («великий круглий хліб»)[ком. 5], не зовсім ясного походження[32]. Можливе виведення польських слів з романських мов (фр. boule, італ. bulla) або давн.в-нім. būlla. Разом з тим, не виключений зв'язок із прасл. *bul-a («куля, ґуля»)[33];
- Вежа < wieża, якому відповідає д.-рус. вѣжа < прасл. *věža. Замість очікуваного *віжа;
- Велебний, превелебний < wielebny, przewielebny, від *wielba, що пов'язане з *wieli («великий»);
- Вельми < wielmi, якому відповідає д.-рус. вєльми < прасл. *velьmi. Замість очікуваного *вільми́[ком. 6];
- Вензель < węzeł, якому відповідає питоме вузол < прасл. *vǫzlъ;
- Вибачати, пробачити < wybaczać (первісно — «побачити, роздивитися»)[ком. 7], przebaczyć («недобачити, пропустити»), від baczyć;
- Виделка < widelec, widelca, від widły («вила») < прасл. *vidlo. Зазнало зближення з питомим вилка;
- Визволити < wyzwolić, від wola («воля»)[ком. 8];
- Виконати < wykonać, від konać («конати»);
- Вилога < wyłóg, wyłoga[38][39], від łożyć (д.-пол. «класти»);
- Вирва < wyrwa[38], від wyrwać («вирвати»);
- Вирок < wyrok, від wyrzekać («висловлювати»);
- Виховати < wychować, від chować («ховати»; «вирощувати»);
- Властивий < właściwy (також: «власний») < д.-пол. włościwy, від włość («земля, володіння»), якому відповідає питоме волость. Зазнало впливу пол. władać, własny;
- Волати < wołać[40][41], не зовсім ясного походження[ком. 9];
- Вправа, вправний, вправлятися < wprawa («вправність»), wprawny, wprawiać się («тренуватися»), від prawy («належний»);
- Гасати < hasać[43], від вигуку [hasa], утвореного з вигуків ha + sa[ком. 10];
- Гвоздика < goździk (квітка), gwoździk (прянощі), від gwóźdź. Калька сер.-в.-нім. negelkīn, neilkīn (нім. Nelke), що аналогічно є зменш. від нім. Nagel («гвіздок»);
- Груз < gruz («уламки муру, скель, руїни»; «щебінь»), що споріднене з укр. груда;
- Ґедзь < giez < північне прасл. *gъzъ (*gyz-)[ком. 11];
- Ґречний < grzeczny, що походить від виразу k rzeczy («до речі»);
- Ґудзик < guzik < прасл. *guzъ («вузол»; «ґуля, пухлина»)[ком. 12];
- Даремний < daremny[47] < прасл. *darъmьnъ[48][49]. Замість очікуваного *даромний;
- Дзбан < dzban, якому відповідає питоме джбан < прасл. *čьbanъ;
- Дзьоб < dziób, від dziobać < dziubać[ком. 13]. Зазнало впливу пол. zobać («їсти, дзьобати»);
- Діткливий <  dotkliwy[52], від dotknąć się[53] («доторкнутися»)[ком. 14][ком. 15];
- Длу́бати < dłubać («колупати»), якому відповідає питоме довба́ти;
- Добре < dobrze, якому відповідає д.-рус. добрѣ[56]. Замість очікуваного *добрі[ком. 16];
- Докладний < dokładny, від dokład («додаток»);
- Допі́ру < dopiero, якому відповідає питоме [допе́рва, допе́рво], від прасл. *do рьrvъ («ото вперше»)[ком. 17];
- Досвідчений < doświadczony, від doświadczyć («засвідчити»);
- Досконалий < doskonały (первісно — «закінчений»), від konać < прасл. *konati;
- Дощенту < д.-пол. do szczętu («до кінця, остаточно») < do szczątku < do szczadku (первісно — «до потомства»), споріднене з нащадок;
- Дриґати < drygać («підскакувати»; «тремтіти»; «тривожитися»), якому відповідає питоме дрижати, здригатися;
- Єднати < jednać[ком. 18], від jeden («один»);
- Жодний < żaden < *żeden, що є спрощенням виразу *niże jeden («ні один»). Зазнало впливу пол. każdy («кожний»);
- Завжди < zawżdy, утворене із za + wżdy < wszegdy, якому відповідає питоме завсіди;
- Завзятий < zawzięty, від zawziąć się («затятися») < wziąć («взяти»);
- Завше < zawsze, що походить від виразу za wsze (czasy) — «на всі (часи), весь час»[62];
- Залицятися < zalecać się («похвалятися»; «підлещуватися»), що є зворотною формою від zalecać («доручати»; «рекомендувати»). Зазнало зближення з питомим лице;
- Зальоти < zaloty («залицяння»; «любовні пригоди») < д.-пол. zaleta, пов'язане з zalecać się. Зазнало впливу пол. zlot («зліт»);
- Засада, засадничий < zasada[38], zasadniczy[63], від zasadzić się («спертися, знайти опору в чомусь»)[64];
- Зброя < zbroja, від broić («пустувати, витворяти»; первісно — «рубати»), або від прасл. *brьjǫ, briti («брию, брити»);
- Збруя < zbrój («упряж») < zbroja;
- Звитяга < ст.-укр. звитѧжство[65][66] < д.-пол. zwycięstwo, від wyciężyć < wiciądz («витязь») < прасл. *vitędzь < прагерм. *wīkingaz («житель затоки»; «вікінг»);
- Зграбний < zgrabny, від grabić («гребти, чистити, скребти»);
- Зграя < zgraja, від grać («валувати», про собак);
- Зиск < ст.-укр. (и)зыскъ[67] < д.-пол. zysk[68], від zyskać («одержати прибуток»; первісно — «відшукати»);
- Зичити < [zyczyć] < życzyć < *żytczyć («давати до вжитку»), від żytek («пожиток, ужиток»);
- Зненацька < znienacka, від nadzieja («надія»);
- Зрада, зрадити < zdrada, zdradzić. Вважається калькою сер.-в.-нім. ver-raten («зрадити»; первісно — «поганою радою завдати шкоди»);
- Зухвалий, зух < zuchwały, zuch < д.-пол. zufały < zupwały, від zupwać («втратити віру, надію»);
- Істота, істотний < istota, istotny < прасл. *istota, від *istъ («той самий, дійсний»);
- Карк, карколомний < kark («потилиця») < прасл. *kъrkъ; karkołomny, що калькує нім. halsbrecherisch[69];
- Картати < [kartać] («намовляти»), karcić («дорікати, картати») < прасл. *kъr̥titi, що, можливо, пов'язане з укр. кортіти;
- Кат, катувати < kat («кат»; д.-пол. «лихо, нещастя»), katować. Пов'язується з катати, з огляду на колишнє знаряддя катування у вигляді колеса;
- Кеп, кепкувати, кпини < kiep («дурень»), kiepkować («глузувати»), kpiny («глузливі жарти»), від kiep («бевзь») < прасл. *kъp-;
- Клус < kłus < прасл. *klusati, *kljusati, *kъlsati;
- Ковадло < kowadło, від kować («кувати»);
- Кодло < godło («умовний знак»; д.-пол. «родове гасло»);
- Коляска < kolaska, зменш. від kolasa < д.-пол. kolosa < прасл. *kolesa («віз», буквально — «колеса»);
- Конюшина < koniczyna < д.-пол. konicz < konik[70];
- Кошторис < kosztorys, утворене з koszt («витрати, вартість») + rys («риса»; «начерк»);
- Кревний < krewny («споріднений»; «родич»; д.-пол. «жвавий, веселий», про характер), від krew («кров»);
- Кріль < królik, від król («король»), що калькує сер.-в.-нім. küniklīn;
- Крок < krok < прасл. *krokъ;
- Кувалда < рос. кувалда < біл. кавадла («ковадло») < пол. kowadło[71];
- Курок < рос. курок < пол. kurek («півник»), що калькує нім. Hahn;
- Лепський < łepski < [łebski] («розумний»; «чималий»; «хвацький»; «гарний»), від łeb («голова»). Зазнало впливу пол. lepszy («ліпший»);
- Лист < ст.-укр. листъ («грамота»; «лист, послання»)[72] < д.-пол. list[73];
- Лік, лічити < lik («кількість»), звідки й д.-рус. ликъ («лічба, кількість»); liczyć, якому відповідає питоме [личи́ти] < прасл. *ličiti[ком. 19];
- Лохина < łochynia, від włochyni, włochaciny («аґрус»), що споріднені з волос, волохатий;
- Лягавий < рос. легавый < пол. legawy («ледачий, сонний»), від прасл. *lěgati («лягати»);
- Мешкати < mieszkać («проживати»; первісно — «гаятися»)[75], якому відповідає питоме [мі́шкати] («гаятися»; «жити, проживати деякий час»)[76] < д.-рус. мѣшькати[77];
- Мисливець < д.-пол. myśliwiec (сучасне myśliwy), від myśl («думка»);
- Міць < moc, якому відповідає питоме міч < прасл. *mogtь;
- Можливий < możliwy, від móc («могти»)[78][79];
- Можна < można, що походить від еліпсису виразу (jest) rzecz można — «(є) річ можлива»[80][81];
- Мотлох < motłoch («набрід, чернь») < діал. прасл. *motъloxь, *mоtъlахъ[ком. 20]. Але може бути й запозиченням у польську мову з української[83];
- Мружити < mrużyć, пов'язане з mrugać («моргати»);
- Набаки́р < na bakier, утворене з na + bakier < нім. back kehren («назад повертати»);
- Набути < nabyć, від być («бути»)[ком. 21];
- Навіть < nawet (первісно — «нарешті»), утворене з na + wet («закінчення судової справи») < сер.-в.-нім. wet («винагорода за закінчення судової справи»);
- Навмисно < навмисне < naumyślnie, від umyślny, якому відповідає питоме умисний;
- Надра < nadro («пазуха»), якому відповідає питоме [нідро́] («лоно, надра») < д.-рус. нѣдро, ꙗдра («надра, глибина, нутрощі, лоно»);
- Надто < nadto, утворене з nad + to («те», «це»);
- Нанівець < внівець < wniwecz, утворене з w + niwecz («ні в що»);
- Нарис < narys («накреслена лінія»; «ескіз»; «план»), від narysować («нарисувати»)[ком. 22]. Але може бути й запозиченням з чеськ. nárys («накреслення, ескіз, намітка»; «виклад справи в головних рисах»);
- Натхнення < natchnienie, утворене з na + tchnąć («дихати»)[ком. 23];
- Небіжчик < nieboszczyk < д.-пол. niebożec, від niebogi («померлий, покійний»);
- Неборак < nieborak («бідолаха»), що є фонетично нерегулярним новотвором від niebożę (замість niebożak)[ком. 24];
- Недолугий < niedołęga («немічна, млява людина»; «недотепа»; «каліка»; «імпотент»), не зовсім ясного походження;
- Нівечити < niweczyć («руйнувати», буквально — «обертати в ніщо»), від niwecz («в ніщо»), яке складається з ni («ні») + we («в») + cz з прасл. *čь («що»). Паралельне до незасвідченого укр. *нівощити («псувати, руйнувати, знищувати»), звідки й [незнівощи́мий] («незруйновний»);
- Нікчемний < nikczemny, що походить від виразу ni k(u) czemu (godny) — «ні до чого (не придатний)»[ком. 25];
- Нурт < nurt («течія, вир»), пов'язане з укр. нора;
- Обіцяти < obiecać < прасл. *ob-vět-jati, споріднене з відвічати;
- Олівець < ołówek, від ołów («свинець»);
- Отримати < otrzymać, від trzymać («держати»);
- Ошукати < oszukać, від szukać («шукати»). Можливо, є калькою н.-в.-нім. versuchen («спокушати»), утвореного від suchen («шукати»);
- Пан < pan < прасл. *gъpanъ < ір. *gu-pāna-/*gau-pāna- («коров'ячий пастух, охоронець скоту»);
- Пантрувати < patrzyć («дивитися»), opatrywać («забезпечувати»), що зазнало впливу [pantrować] («нишпорити, проникати»);
- Партач < partacz («поганий ремісник»), від partać («халтурити»);
- Парша, паршивий < parch, parszywy, споріднені з рос. перхоть («лупа»);
- Певний < pewny, від д.-пол. pwa («надія») < pwać < прасл. *pъvati, звідки й питоме уповати;
- Пильнувати < pilnować, від pilny, якому відповідає д.-рус. пильнꙑи («винятковий, видатний»);
- Підлий < podły, не зовсім ясного походження;
- Плаз < płaz («плазун»), від [płazać] («плазувати») < д.-пол. płazić, що є ітеративом до давнішого płozić («повзти»). Але може бути й запозиченням з чеськ. plaz («плазун»), якому відповідає питоме полоз;
- Плаский < płaski, якому відповідає питоме плоский < прасл. *ploskъ;
- Пле́нтатися < [plętać się], при літературному plątać się («вештатися»; «блукати»);
- Пломінь < płomień, якому відповідає питоме поломінь, полум'я;
- Плохи́й < płochy («легковажний»; «необачний»; «пустотливий»; заст. «полохливий»; д.-пол. «незначний, дрібний»), якому відповідає питоме полохливий;
- Пляма < plama < д.-пол. plana, якому відповідає питоме [плена́] («тріщина в металі»);
- Повидло < powidło, powidła < чеськ. povidlo, povidla, povidli («тягнуче вариво»)[90];
- Поєдинок < pojedynek, від jeden («один»);
- Пончик < pączek («брунька»; «пиріжок, смажений у жирі»), від pękać («розпукуватися»; «тріскати, лопатися»);
- Порі́чка < porzeczka, утворене з po + rzeka («річка»);
- Посада < posada (первісно — «підстава, фундамент»), пов'язане з sadzić («садити»). Калька нім. Stellung[91];
- Почвара < poczwara («потвора, бридка людина»; «страховище; «мара») < ір. *pati-vāra- («дракон, летючий злий дух»)[ком. 26];
- Прагнути < pragnąć < прасл. *pragnǫti;
- Принаймні < przynajmniej, утворене з przy («при») + najmniej («найменш»). Можливо, калька нім. am mindesten[93];
- Промінь < promień, якому відповідає питоме [по́ромінь];
- Простирадло < prześcieradło < західне діал. прасл. *prostěradlo. Зазнало зближення з питомим простирало;
- Розбестити < rozbestwić («розлютити»; «викликати найгірші інстинкти»), від bestia («хижий звір») < лат. bestia;
- Розгардія́ш < rozgardiasz < д.-пол. rozgardjas, пов'язане з угор. garázda («скандальний, бешкетний»);
- Розмаїтий < ст.-укр. розмаитыи < д.-пол. rozmaity[94][95], від західного діал. прасл. *orzmajь, що може бути похідним від прасл. *orz-majati («махати, рухати руками в різні боки»; «подавати знаки») < *majati («махати, звиватися»)[96][ком. 27];
- Розташувати < д.-пол. roztaszować («розмістити»; сучасне roztasować)[98], від tasz («будка»; «палатка»)[ком. 28] < нім. Tasche («кишеня»; «сумка»)[100];
- Ропуха < ropucha < *chropucha/kropucha, від прасл. *korp-avъ («шерехатий»);
- Сваволя < swawola < *swojawola, пов'язане з укр. [своєво́ля][101];
- Свідомий < świadomy, якому відповідає д.-рус. съвѣдомꙑи («відомий, випробуваний»)[ком. 29];
- Скарга < skarga < прасл. *skъr̥g- («скреготати»);
- Склеп, склепіння < sklep, sklepienie < прасл. *sъklepъ;
- Скромний < рос. скромный < пол. skromny < прасл. *sъ-kromьnъ;
- Скроня < skroń, якому відповідає д.-рус. скоронь, скорониꙗ;
- Славетний < sławetny < д.-пол. sławętny[104], якому відповідає питоме славутній (славутний). Зазнало впливу пол. sława («слава»)[105];
- Слебезувати < слебізувати < [ślebizować], пов'язане з sylabizować («читати по складах»), від sylaba («склад») < лат. syllaba[106];
- Слоїк < słoik, słój < прасл. *sъlojь, від *sъliti;
- Сподіватися < spodziewać się, від dziać («діяти»);
- Старожитній < ст.-укр. starozithnij < д.-пол. starożytny[107], утворене із stary («старий») + żytny від żyć («жити»);
- Статечний < stateczny, від statek («стан»; «власність, майно»);
- Стокротка < stokrotka, від stokroć («сто разів, сто крат»);
- Стосуватися, стосунок < stosować się («застосовуватися, стосуватися»), stosunek, від застарілого stos («удар»);
- Схрон < schron, від schronić («сховати»), якому відповідає питоме схоронити < прасл. *xorniti;
- Тартак < tartak, від tarty («тертий»);
- Теж < też < д.-пол. teże < toże, якому відповідає питоме [тож];
- Тістечко < ciasteczko, зменш. від ciastko < ciasto («тісто»);
- Тлум < tłum < прасл. *tъl̥pmъ, пов'язане з *tъl̥pa («натовп»);
- Тлумачити < tłumaczyć, якому відповідає питоме товмачити < прасл. *tъl̥mačь < тюрк. til;
- Тлуми́ти < tłumić, якому відповідає питоме [то́вмити] («критися, приховувати своє горе») < прасл. *tъl̥miti («давити»);
- Тлу́стий < tłusty (також: «жирний»), якому відповідає питоме товсти́й < прасл. *tъl̥stъ;
- Тривати < trwać («тривати»; «існувати»; «перебувати»; «витримувати»; «чекати»; «бути відданим»; «бути терплячим»; «дбати»)[ком. 30] < діал. прасл. *trъvati, або *tu̯ьrati[109]. Можливо, пов'язане з укр. тривога, пол. trwoga[110][111];
- Тримати < trzymać[112], не зовсім ясного походження[ком. 31][ком. 32]. Припускається також власний розвиток з діал. прасл. *trimati[113];
- Тубілець < tubylec, утворене з tu («тут») + być («бути»);
- Тутешній < д.-пол. tuteczny[116], якому відповідає питоме [ту́тошній][117][ком. 33];
- Урочистий < uroczysty, від urok («річна плата») < rok («рік»);
- Учень < uczeń < прасл. *učьnjь;
- Учта < uczta, від czcić («шанувати»);
- Хлопець < chłopiec < прасл. *хolpъ, звідки й питоме холоп;
- Хорунжий < chorąży, від chorągiew, якому відповідає питоме хоругов < д.-рус. хороугꙑ < прасл. *xorǫgy;
- Цебро < цебер < ceber < д.-пол. czeber < прасл. *čьbьrъ;
- Цинга < dzięgna («виразковий стоматит»), не зовсім ясного походження;
- Цікавий < ciekawy, від ciec («текти»);
- Цнота < cnota, від cny < д.-пол. czsny («шановний»), якому відповідає питоме чесний < прасл. *čьstьnъ;
- Цукерка < cukierek, від cukier («цукор»);
- Частувати < częstować < д.-пол. czestować (первісно — «вшановувати»), від cześć («честь»). Зазнало впливу пол. część («частина»);
- Червоний < czerwony < [czerwiony], якому відповідає питоме червлений («темно-червоний») < д.-рус. чьрвлѥнъ, чьрлєнꙑи < прасл. *čr̥v(j)enъ;
- Шкура < skóra, якому відповідає питоме [ско́ра] («кора»; «шкіра»; «шкура»), [скора́] («невичинена шкура звіра») < д.-рус. скора («шкура»; «хутро»; «хутряний звір») < прасл. *skora;
- Шлюб < ślub, від ślubić, ślubować («присягати») < прасл. *sъljubiti;
- Шпе́тити < szpecić («псувати, спотворювати»), не зовсім ясного походження.

Один з укладачів «Етимологічного словника української мови», мовознавець Григорій Півторак, серед іншого, відносить до полонізмів такі слова як пожежа, чекати, шкіра (з пол. pożega, czekać, skóra), протиставляючи їм питомі відповідники, властиві центральним і лівобережним говорам: пожар, ждати, кожа.
Непевним можна вважати походження слова тривога. Етимологічні словники польської мови Александра Брюкнера і Веслава Борися вважають пол. trwoga, що з'являється в писемних пам'ятках з XV сторіччя, похідним від прасл. *trъvati («тривати»; «витримувати, терпіти»).
Розглядаючи наявні етимологічні дані щодо цих лексем, Торб'єрн К. Нільссон висуває припущення про існування давньопольської звукової зміни, зумовленої занепадом редукованих, яку ілюструють закономірні переходи прасл. *du̯ьri > д.-пол. dwr̥i > пол. drzwi («двері»), і відповідно прасл. *tu̯ьrati > д.-пол. twr̥ati > пол. trwać («тривати»). З огляду на власне польський характер цієї зміни, Нільссон схиляється до того, що ст.-укр. тривога, трывога (вперше засвідчене в 1538 році як трвога) запозичене з давньопольської мови. Ймовірно, староукраїнська мова є джерелом рос. тревога, що підтверджується досить пізньою фіксацією слова в першій третині XVIII століття (у словниках з 1731 року).
Беручи до уваги вплив давньочеських актів на мову українських грамот і живіші контакти з польською мовою в розмовному плані, часто немає можливості з певністю встановити, яким шляхом — усним чи писемним, безпосередньо з польської чи чеської мови — запозичене слово проникло в українську мову. Приклади полонізмів із чеським корінням наведено нижче.
- Благати < błagać < д.-чеськ. blahati («величати»), пов'язане з укр. благо;
- Брама < brama < д.-пол. brana («в'їзд, вхід до будови, великі двері, ворота»; «передмур’я»; «ключ»; «дорога, підхід, приступ») < д.-чеськ. brána («оборонні укріплення, окоп, шанець»);
- Вагатися < wahać się < чеськ. váhati[125], від váha («вага»)[126];
- Влада < władza < чеськ. vláda[125]. Припускається можливість прямого запозичення з чеської мови[ком. 37];
- Власний < własny < д.-чеськ. vlastní («той, що перебуває під владою, у володінні»), від vlast («батьківщина»);
- Гасло < hasło < чеськ. heslo[125] < прасл. *gъslo[129];
- Го́йний < hojny («щедрий, багатий») < д.-чеськ. hojný < прасл. *gojьnъ, пов'язане з *goj («достаток»), від *gojiti;
- Же́брати, жебрак[130] < żebrać («просити милостиню»), żebrak < чеськ. žebrati < д.-чеськ. škebrati («канючити»), можливо, контаміноване з давн.в-нім. sefer («блукач, волоцюга»);
- За́мок < zamek (також: «замо́к») < чеськ. zámek[125], що скальковане з сер.-в.-нім. slōʒ (нім. Schloss)[131], яке в свою чергу калькує лат. clūsa[132];
- Краля < kralka («картяна дама») < д.-чеськ. králka («королева»), від král («король»);
- Освіта < oświata («просвіта»; первісно — «світло, яскравість»), від oświecić («просвітити»)[133], або з чеськ. osvěta[134];
- Пас < pas < д.-чеськ. pás[135] < прасл. *pojasъ («пояс»);
- Пекло, пекельний < piekło, piekielny[136][ком. 38] < д.-чеськ. peklo[ком. 39] < прасл. *pьkъlъ («смола»)[139];
- Піклуватися < ст.-укр. пѣкловатисѧ («турбуватися, опікуватися»)[140][ком. 40] < д.-пол. piekłować się («робити, створювати пекло»; «гніватися») < д.-чеськ. peklovati se («сваритися, лютувати») < pekliti se, від peklo («пекло»)[142]. Припускається також власний розвиток з д.-рус. пєчи сѧ[ком. 41];
- Покута < pokuta («спокутування провини»; «кара») < д.-чеськ. pokuta («покаяння»; «штраф»), від pokutiti («призначити кару»)[144];
- Праця < praca < д.-чеськ. prácě («зусилля»)[145][146] < діал. прасл. *portja, від *portiti («посилати»);
- Провадити < prowadzić (також: «очолювати»; «керувати»)[147] < чеськ. prováděti[148] («спрямовувати»; «проводити, вести»)[ком. 42];
- Пустельник < pustelnik < д.-чеськ. pústedlník (pústenník, pústeník, pústevník)[149], або польський розвиток з [pustylnik] < [pustynnik], від pustynia («пустеля»)[150][ком. 43];
- Ретельний < rzetelny («сумлінний, чесний, акуратний») < д.-пол. źrzetelny («ясний, прозорий»; «видимий») < д.-чеськ. řetedlný[ком. 44], що пов'язане з zříti («дивитися»)[153][154][155];
- Речник < ст.-укр. рєчнїкъ < д.-пол. rzecznik («уповноважений, судовий оборонець») < д.-чеськ. řečník[125][156];
- Рушниця < rusznica < rucznica < чеськ. ručnice, від ruka («рука»);
- Слушний < słuszny < чеськ. slušný («пристойний, належний, порядний»), що калькує н.-в.-нім. gehörig;
- Смертельний < śmiertelny[157] < д.-чеськ. smrte(d)lný, від smrt («смерть»)[158];
- Справедливий < sprawiedliwy < д.-чеськ. spravedlivý (також: «правильний»; «правдивий»; «пристойний»; «побожний»)[159] < spravedlný, від sprava («справа»)[160];
- Табір < ст.-укр. таборъ («валка, табір») < д.-пол. tabor < д.-чеськ. tábor[ком. 45][125][162];
- Чига́ти < czyhać < чеськ. číhat < д.-чеськ. čúhati, від čúti («відчувати, почувати»).

### Слова з інших мов, засвоєні за польського посередництва

#### Латинська
- Аркуш  < arkusz («будь-яка розпростерта маса (бляхи, вати, паперу) певної міри») < лат. arcus («дуга»; «лук»; «арка»);
- Аматор < amator < лат. amātor, від amāre («любити»);
- Клавіш, клавіша < klawisz < лат. clāvis («ключ»; «клавіш»);
- Кімната < komnata < лат. cam(i)nata («кімната, що обігрівається каміном»; «будинок»);
- Конвалія < konwalia < д.-пол. konwalijum < сер.-лат. (lilium) convallium (буквально — «(лілея) долин»);
- Латина < д.-пол. łacina < лат. latina[163];
- Лемент < lament < лат. lāmentum («ридання, плач»);
- Мета < д.-пол. meta, met < лат. mēta («ціль, кінцевий пункт»)[164];
- Мигдаль < migdał < лат. amygdalus < грец. ἀμύγδαλος;
- Пігулка < pigułka < лат. pilula;
- Пропозиція, пропонувати < propozycja, proponować < лат. prōpositio, prōpōno («ставлю попереду»; «оголошую»);
- Раптом < raptem < лат. raptim («спішно»), від raptō («хапати, красти»)[165];
- Сенс < sens < лат. sḕnsus («почуття, свідомість, розум, значення, зміст, думка»);
- Таблиця < tablica < нар.-лат. tabla («дошка, таблиця») < лат. tabula;
- Турбувати < turbować < лат. turbāre («хвилювати, тривожити, турбувати»);
- Цвинтар < [cwentarz] < cmentarz < лат. coemeterium;
- Цирульник < cyrulik < сер.-лат. cirurgus < лат. chīrurgicus < грец. χειρουργός.

#### Італійська
- Аґрус < пол. agrest (первісно — «кисле вино з незрілого винограду») < італ. agresto («незрілий виноград»);
- Барило < baryła < італ. barile < сер.-лат. barilla, barillus;
- Бриль < bryl < італ. ombrello («парасоль»; «капелюх») < лат. umbrella;
- Гармата < armata < італ. armata («військо, армія»);
- Ґрати < krata < італ. crata («ґрати, огорожа»);
- Камізелька < kamizelka < італ. camiciola, camisiola («каптан»);
- Карета < kareta < італ. carretta;
- Ковдра < kołdra < італ. coltra («покриття, покривало») < нар.-лат. culcitra («подушка, матрац») < лат. culcita;
- Палац < pałac < італ. palazzo;
- Помаранча < pomarańcza < італ. pomarancia. Не виключене й німецьке посередництво;
- Порцеляна < porcelana < італ. porcellana;
- Шкарпетка < skarpetka < італ. scarpetta («черевичок») < герм. *skarapa («схил»).

#### Німецька
- Альтана < altana < нім. Altan («балкон») < італ. altana («тераса на даху»);
- Бавовна <  bawełna < чеськ. bavlna[ком. 46] < нім. Baumwolle. Зазнало зближення з питомим вовна;
- Балія < balia < нім. Balje («бак, чан») < фр. baille;
- Блакитний < błękitny («яскраво-синій»; «лазуровий») < д.-чеськ. blankytný («світло-синій»), від blankyt[ком. 47] < давн.в-нім. *blankhīt («яскравість»), що утворене від blank («ясний»; «блискучий»)[167];
- Бровар < browar < сер.-в.-нім. brouwer, briuwer;
- Бруква < brukiew < д.-пол. *bruky < н.-нім. bruke, wruke < італ. ruca, ruchetta («дика гірчиця») < лат. brassica ērūca («дика капуста»);
- Брук < bruk < сер.-н.-нім. brugge («міст»);
- Будинок < budynek < сер.-в.-нім. *būding («будівництво»);
- Бурштин < bursztyn < нім. Bernstein (буквально — «жар-камінь»);
- Вага < waga < давн.в-нім. wāga, припускалося і питомо слов'янське походження;
- Вартий < warty < нім. wert;
- Верстак < верстат < warsztat, warstat < нім. Werkstatt («місце праці, майстерня»);
- Вика < wyka < давн.в-нім. wicka, wicha < лат. vicia. Не виключається і питомо слов'янське походження;
- Гамувати < hamować < сер.-в.-нім. hamen («стримувати»; первісно — «прив'язувати ногу до голови тварині на пасовищі»);
- Ганчірка < hanczurka < нім. Handscheure («шматина для витирання рук»);
- Гарт, гартувати < hart, hartować < нім. hart («міцний, твердий»);
- Гарцювати < harcować (первісно — «битися одному перед військом») < д.-чеськ. harcovati («розпочинати стрілянину, напад»; «скакати»), від н.-в.-нім. (швейцарськ.) Harz («сварка, суперечка»);
- Гвинт < gwint < нім. Gewinde («нарізка, різьба»);
- Герб < herb < д.-чеськ. erb, herb («спадкоємець»; «родовий знак спадкоємця, шляхетський герб») < нім. Erbe («спадкоємець»);
- Груба < gruba («велика піч»; «копальня») < нім. Grube («яма»);
- Ґанок < ganek < сер.-в.-нім. ganc («коридор, хід»);
- Ґатунок < gatunek < нім. Gattung;
- Ґніт < knot < нім. Knoten;
- Ґоґель-моґель < kogel-mogel < нім. Kuddelmuddel («мішанина, безладдя»);
- Дах < dach < нім. Dach;
- Дзиґарі < dzegar, zegar < нім. Seiger;
- Дишло < дишель < dyszel < сер.-в.-нім. dihsel;
- Дратва < dratwa < сер.-в.-нім. drat («дріт»);
- Дриль < dryl < нім. Drill;
- Дріт < drut < нім. Draht;
- Друк, друкувати < druk, drukować < нім. Druck;
- Дяка, дякувати < dzięki, dziękować < сер.-в.-нім. dank, множина denke («подяка»). Зазнало впливу нім. denken («думати»);
- Жарт < żart < чеськ. żert < сер.-в.-нім. sërten («обдурювати»);
- Жовнір < żołnierz < сер.-в.-нім. soldenære («найманець, найманий солдат»);
- Каштан < kasztan < нім. Kastanie, Kastane < лат. castanea < грец. κάστανον;
- Келих < kielich < давн.в-нім. chelih < лат. calix;
- Кельма < кельня < kielnia < нім. Kelle;
- Керувати < kierować < нім. kehren;
- Корок < korek < нім. Kork;
- Костьол < kościół < чеськ. kostel (первісно — «замок») < давн.в-нім. kastel («замок») < лат. castellum;
- Коштувати < kosztować < сер.-в.-нім. kosten < ст.-фр. coster < лат. cōnstāre («стояти разом»);
- Крам < kram < сер.-в.-нім. kram(e);
- Креслити < kreślić, у якому злилися д.-пол. kresić, krysić < сер.-в.-нім. kritzen («креслити, проводити лінії») + д.-пол. kryślić, kryšlać < сер.-н.-нім. krisselen («дряпати»; «мазюкати»; первісно — «креслити»);
- Крижмо < krzyżmo < чеськ. křižmo < давн.в-нім. chrismo < лат. chrisma < грец. χρίσμα;
- Криси < kresy < сер.-в.-нім. kritz;
- Куля < kula < сер.-н.-нім. kule;
- Кухня < kuchnia < чеськ. kuchyně < давн.в-нім. kuchī̆na;
- Кухоль < kufel < сер.-в.-нім. küefel («мала бочка»);
- Кушнір < kuśnierz < сер.-в.-нім. kürsenœre, kers(e)ner;
- Куштувати < kosztować < сер.-в.-нім. kosten < давн.в-нім. kostōn < лат. gusto;
- Кшталт < kształt < нім. gestalt;
- Лан < łan («міра площі») < д.-чеськ. lán («міра землі») < сер.-в.-нім. lehen («відданий в оренду маєток») < давн.в-нім. lēhan;
- Ланцюг < łańcug (сучасне łańcuch) < сер.-в.-нім. *lannzug;
- Лицар < рицар < rycerz < д.-чеськ. rytieř < сер.-в.-нім. ritter («вершник»);
- Лиштва < listwa < сер.-в.-нім. līste («край, борт, рубець»);
- Малювати < malować < нім. malen;
- Муляр < mularz < д.-пол. murarz < сер.-в.-нім. mürære;
- Мусити < musieć < нім. müssen. Можливе посередництво інших західнослов'янських мов;
- Мушля < muszla < нім. Muschel < лат. musculus («м'яз, мускул»);
- Муштрувати < musztrować < нім. mustern;
- Нирка < nerka < нім. Niere;
- Обрис < obrys < нім. Abriss («обрис, план, контур»), від Riss («креслення, план, ескіз»). Зазнало зближення з пол. obrysować («обрисувати»);
- Обценьки < obcęgi < нім. Hebzange;
- Обшар < obszar («широкий простір, відкрите місце»; «територія»; заст. «поле») < сер.-в.-нім. oberschar («викорчуване поле»);
- Пастернак < pasternak < нім. Pasternak < лат. pastinaca;
- Пензель < pędzel < сер.-в.-нім. pensel < лат. pḕnicillus, пов'язане з pḕniculus («хвістик»), зменш. від penis («хвіст»);
- Петрушка < pietruszka < сер.-в.-нім. petersîlje < лат. petroselinum < грец. πετροσέλινον («гірська селера»);
- Плюндрувати < plądrować < д.-пол. plundrować, plondrować < нім. plündern;
- Праска < prasa < сер.-сер.-нім. prësse («прес для пресування винограду»)[168];
- Рада < д.-пол. або д.-чеськ. rada < сер.-в.-нім. rât;
- Ратуша < ratusz < сер.-в.-нім. rāthūs;
- Рахувати < rachować < сер.-в.-нім. rechen;
- Решта < reszta < нім. Rest < фр. reste, або італ. resto < лат. restum («те, що залишилося»);
- Ринок < rynek < сер.-в.-нім. rinc («круг, коло»);
- Риса, рисувати < rys («риса»), rysa («тріщина, подряпина»); rysować < нім. Riss («тріщина»; «щілина»; «риса»); сер.-в.-нім. rîʒen («креслити»);
- Родзинки < rodzynek < нім. Rosine < фр. raisin («виноград»), raisin sec («ізюм»);
- Рятувати < ratować < нім. retten;
- Скарб < skarb < давн.в-нім. scerf («монета»);
- Скиба, скибка < skiba («брила в борозні»; «леміш»), skibka («окраєць») < давн.в-нім. scība;
- Слюсар < ślusarz < сер.-в.-нім. sloʒʒer, нім. Schlosser («майстер з виготовлення замків»);
- Смак < smak < давн.в-нім. smac;
- Смалець < smalec < нім. Schmalz;
- Спис < spisa < нім. Spiess («піка»);
- Стельмах < stelmach < нім. Stellmacher;
- Стодола < stodoła < давн.в-нім. stadal. Припускається і чеське посередництво;
- Струдель < strudel < нім. Strudel («листковий пиріг»; «вир»);
- Сумка < suma, sumka < давн.в-нім. soum;
- Тамувати < tamować («припиняти, стримувати») < сер.-в.-нім. tam («гребля, гатка»), нім. Damm, dämmen («загачувати, підпирати»);
- Трапити < trafić < нім. treffen («потрапляти, влучати»; «зустрічати»);
- Труна < truna (сучасне trumna) < нім. Truhe («ящик, скриня»);
- Туз < tuz < нім. Daus;
- Фольга < folga < нім. Folie < лат. follium («листок»);
- Хвилина < chwila («мить, короткий проміжок часу») < нім. Weile («певний час») < давн.в-нім. hwīl, hwīla («час, година»);
- Хвиля < fala < нім. Welle («вал»; «циліндр»). Зазнало впливу омонімічного хвиля (хвилина);
- Хвіртка < fortka (сучасне пол. furtka) < нім. Pforte;
- Цвях < ćwiek («шип на одязі»; первісно — «гвіздок») < нім. Zweck;
- Цибуля < cebula < сер.-в.-нім. zibolle < лат. caepulla, зменш. від caepa;
- Ціль < cel < сер.-в.-нім. zil;
- Цукор < cukier < нім. Zucker < італ. zucchero;
- Чвал < cwał < чеськ. cval, від cválati («скакати чвалом»; д.-чеськ. «бити, тренувати коней до галопу») < н.-в.-нім. quälen («мучити»);
- Шанувати < szanować < сер.-в.-нім. schônen («берегти»);
- Шаплик < szaflik < сер.-в.-нім. schaf, scheffel;
- Шафа < szafa < давн.в-нім. schaf;
- Швидкий < szwitki, świtki < д.-н.-нім. swið;
- Шельма < szelma < сер.-в.-нім. schelm(e), нім. Schelm;
- Шибка < szyba < сер.-в.-нім. schibe («коло, диск»; «скиба»; звідси також «шайба»);
- Шинка < szynka < нім. Schinken;
- Шкода < szkoda < давн.в-нім. scado;
- Шлях < szlak, szlach < нім. Schlag, сер.-н.-нім. slach («удар»);
- Шляхта < szlachta < сер.-в.-нім. slahte («рід, плем'я»);
- Шпалери < szpaler < нім. Spalier < італ. spalliéra («спинка меблів»; «узголів'я ліжка»), від spalla («плече, лопатка, спина»; «схил»);
- Шукати < szukać < д.-н.-нім. sōkion, що споріднене з англ. seek, нім. suchen;
- Ярмарок < jarmark < сер.-в.-нім. jârmarket («щорічний ринок»).

#### Французька
- Багнет < bagnet < bajnet < фр. baïonnette, від назви міста Байонна;
- Валіза < waliza < фр. valise («валіза, сумка») < лат. valīsia, valesia («клунок вершника»);
- Кашкет < kaszkiet < фр. casquette, зменш. від casque («каска, шолом»);
- Краватка < krawat, krawatka < фр. cravate;
- Луза < łuza < bluza < фр. blouze («заглиблення»);
- Парасоля < parasol < фр. parasol < італ. parasole («заслона від сонця»);
- Серветка < serweta < фр. serviette, від servir («служити»; «користуватися»; «подавати на стіл»);
- Тасувати < tasować < фр. tasser («збирати в купу»).

#### Інші
- Кава < kawa < тур. kahve < араб. ķahva (первісно — «сорт легкого вина»);
- Ка́пець < kapeć («нижня частина чобота»; «старий подертий чобіт»), від угор. kapca («онуча»; «повстяне взуття») < прасл. *kopytьca («копитця»);
- Страйк < strajk < англ. strike;
- Філіжанка < filiżanka < тур. fincan. Можливо й румунське посередництво.

### Кальки
Окрім запозичень, в українській мові існує певна кількість кальок. За зразком польських слів і виразів утворювалися українські слова і термінологічні словосполучення:
- Виняток з пол. wyjątek[169];
- Відвертий, одвертий з пол. otwarty («відчинений», «відвертий»)[170];
- Відданий з пол. oddany — з нім. ergeben < sich ergeben («віддаватися», «присвячувати себе»)[171];
- Вірогідний з пол. wiarogodny, wiarygodny — з лат. fidē dīgnus («віри гідний»)[172];
- Внесок з пол. wniosek («вклад», «висновок») — з ниж.-нім. Eintrag[173];
- Горілка з пол. gorzałka. Можливо, скорочення якогось словосполучення, вживаного на позначення горілки, типу горіле вино (ст.-укр. горѣлоє вино) або *горіла вода (порівняйте зі ст.-чеськ. palená voda, звідки чеськ. pálenka — «горілка»)[174];
- Далебі з пол. dalibóg, що утворилося на основі словосполучення da li bóg («якщо дасть бог»)[175];
- Доречний з пол. grzeczny («чемний», «ввічливий»), що утворилося внаслідок злиття виразу k rzeczy («до речі»)[176];
- Дослідження з пол. dośledzenie — з фр. investigation, звідки скальковано й рос. исследование[177];
- Жовтогарячий з пол. żółtogorący, gorącożółty, що утворене з żółty («жовтий») + gorący («гарячий», «яскравий»)[178];
- Існувати з пол. istnieć < прасл. *istъ[179];
- Маєток з пол. majątek < прасл. *majǫt (як у mający — «маючий»), пов'язане з *jьměti («мати»)[180];
- Надихати з пол. natchnąć (сучасне inspirować) — з лат. inspīro, inspīrātio — з грец. ἐμπνέω (ἐμπνείω), ἔμπνοια, звідки скальковано й староцерк.-слов. въдъхновєниѥ[86];
- Одержати з д.-пол. odzierżać[ком. 48] — півкалька з лат. obtineo, звідки скальковано й сучасне пол. otrzymać. Зі староукраїнської мови було запозичене рос. одержать у виразах одержать победу, одержать верх[65];
- Оскільки з пол. o ile і рос. поскольку[182][183];
- Переконати з пол. przekonać («довести до кінця», «переконати») < konać («конати», «викінчувати», «довершувати»)[184];
- Підручник з пол. podręcznik, що утворене з pod («під») + ręka («рука»)[185];
- Поміркований з пол. pomiarkowany < pomiarkować («схаменутися», «опам'ятатися», первісно — «зрозуміти», «втямити»)[186];
- Посідати з пол. posiadać < лат. possideo («володію», «маю»)[187];
- Посторонок з пол. postronek — з чеськ. postranek < можливо, сер.-в.-нім. stranc. Зазнало впливу чеськ. strana («сторона»)[188];
- Потяг з пол. pociąg («поїзд») — з нім. Zug[189];
- Предмет з пол. przedmiot, що утворене з przed («перед») + miotać («метати») — з лат. obiectum[190];
- Середмістя з пол. śródmieście («центр міста»)[189];
- Співчувати, співчуття з пол. współczuć, współczucie і рос. сочувствовать, сочувствие — з нім. mitfühlen, Mitgefühl — з лат. compatior, compassio — з дав.-гр. συμπαϑέω, συμπάθεια, звідки й симпатія[191];
- Спротив з пол. sprzeciw < sprzeciwić się («опиратися»)[192];
- Уповноважити з пол. upełnomocnić («дати повноваження», «уповноважити») — з лат. plenipotens. У другій частині можливий вплив пол. upoważnić[193];
- Цікавинка з пол. ciekawostka, що є зменшувальною формою від ciekawość («цікавість»)[63].

### Питомо українські відповідники
Деякі полонізми мають свої питомі відповідники в літературній мові, які зазвичай відрізняються від них значеннєвим відтінком чи стильовою належністю:
| Полонізм            | Походження полонізму                                                                                                | Питомо українське слово       | Походження                                                                                          |  |
| ------------------- | --- | ----------------------------- | --------------------------------------------------------------------------------------------------- |  |
| бачити              | пол. baczyć < прасл. *ob-ačiti < *oko                                                                               | заст. зріти, здріти           | д.-рус. зьрѣти, зрѣти < прасл. *zьrěti                                                              |  |
| благати             | пол. błagać | молити                        | д.-рус. молити < прасл. *modliti                                                                    |  |
| будинок             | пол. budynek < сер.-в.-нім. *būding < buode < давн.в-нім. *buoda < прагерм. *bōþō < пра-і.є. *bʰuH-                 | дім                           | д.-рус. домъ < прасл. *dȍmъ < пра-балт.-сл. *damús < пра-і.є. *dṓm                                  |  |
| будувати            | пол. budować < сер.-в.-нім. büden < buode < давн.в-нім. *buoda < прагерм. *bōþō < пра-і.є. *bʰuH-                   | розм., рідко. стро́їти         | д.-рус. строити < прасл. *strojiti < *strojь < пра-і.є. *sterh₃-                                    |  |
| вельми              | пол. wielmi | дуже                          | д.-рус. дѹгъ («сила») < прасл. *dužьjь                                                              |  |
| заст. венгерець     | пол. węgier < прасл. *ǫgъrinъ < лат. hungarus < тюрк. onoğurs                                                       | угорець                       | д.-рус. ѹгринъ < прасл. *ǫgъrinъ < лат. hungarus < тюрк. onoğurs                                    |  |
| вибачати; пробачити | пол. wybaczać; przebaczyć                                                                                           | простити                      | д.-рус. простити (також: «вилікувати») < прасл. *prostiti                                           |  |
| виделка             | пол. widelec < прасл. *vidlo                                                                                        | рідко. вилка                  | д.-рус. вила < прасл. *vidlo                                                                        |  |
| вирок               | пол. wyrok < wyrzekać < rzec < прасл. *rekti                                                                        | при́суд                        | д.-рус. соудъ < прасл. *sǫdъ                                                                        |  |
| вільго́та            | пол. wilgota | вогкість; волога              | сх. прасл. *vъlgі < *ѵьl̥nъgъ; д.-рус. волога < прасл. *volga                                        |  |
| ґрати               | пол. krata < італ. grata < нар.-лат. *gratis < лат. crātis < пра-і.є. *kr̥tis > *kert-                               | решітка                       | д.-рус. рєшєто < прасл. *rešeto                                                                     |  |
| денце               | пол. denko | дінце                         | д.-рус. дъно < прасл. *dъno                                                                         |  |
| дзбан               | пол. dzban < ст.-пол. czban < прасл. *čьbanъ                                                                        | джбан                         | прасл. *čьbanъ                                                                                      |  |
| розм. допіру        | пол. dopiero | щойно                         | що + іно < д.-рус. ино («як тільки»)                                                                |  |
| досконалий          | пол. doskonały < konać < прасл. *konati                                                                             | довершений                    | д.-рус. вьршити < прасл. *vьrхъ                                                                     |  |
| дотик               | пол. dotyk | доторк                        | прасл. *tъr̥kati («штовхати, ударяти»)                                                               |  |
| дощенту             | пол. do szczętu < do szczędu < do szcządu < do szczadu                                                              | дотла́                         | д.-рус. тьло < прасл. *tьlo, звідки й тло                                                           |  |
| дякую               | пол. dziękuję < давн.в-нім. dankōn < прагерм. *þankōną < *þankaz < пра-і.є. *tóng-o-s < *teng-                      | спасибі                       | д.-рус. съпаси богъ < прасл. *sъpasi bogъ                                                           |  |
| жодний              | пол. żaden < niże jeden                                                                                             | нія́кий                        | д.-рус. ꙗкꙑи < прасл. jakъ                                                                          |  |
| завжди; розм. завше | пол. zawżdy < za + wżdy < wszegdy < прасл. *vьsekьda; пол. zawsze < za wsze (czasy)                                 | розм. за́всі́ди, рідше за́всі́гди | д.-рус. вьсєгда < прасл. *vьsekьda                                                                  |  |
| засада              | пол. zasada | основа                        | д.-рус. основа < прасл. *o(b)snova                                                                  |  |
| зброя               | пол. zbroja | розм., заст. оружжя           | д.-рус. орѹжиѥ < прасл. *orǫžьje                                                                    |  |
| зичити              | пол. życzyć | бажати                        | прасл. *bažēti                                                                                      |  |
| зненацька           | пол. znienacka < nadzieja                                                                                           | зна́гла                        | д.-рус. нагло < наглꙑи < прасл. *naglъ                                                              |  |
| карк                | пол. kark < прасл. *kъrkъ                                                                                           | заши́йок                       | д.-рус. шиꙗ < прасл. *šija                                                                          |  |
| клус                | пол. kłus | рись, заст. ристь             | д.-рус. ристати < прасл. *rьstьjǫ < гот. urreisan < прагерм. *uzrīsaną                              |  |
| коляска             | пол. kolasa < kolosa < прасл. *kolesa                                                                               | візок                         | д.-рус. возъ < прасл. *vezti, *voziti                                                               |  |
| розм. кревний       | пол. krewny < krew < прасл. *kry                                                                                    | кровний                       | д.-рус. крꙑ < прасл. *kry                                                                           |  |
| крок                | пол. krok < прасл. *krokъ                                                                                           | розм. сту́пінь                 | д.-рус. стоупати < прасл. *stǫpati < пра-і.є. *stembʰ-                                              |  |
| лохина              | пол. łochynia < włochyni, włochaciny                                                                                | буяхи́                         | прасл. *bujati                                                                                      |  |
| мешкати             | пол. mieszkać | проживати                     | д.-рус. жити < прасл. žiti, živ-                                                                    |  |
| міць                | пол. moc < прасл. *mogtь                                                                                            | заст. міч                     | д.-рус. мочь < прасл. *mogtь                                                                        |  |
| мружити             | пол. mrużyć | жмурити                       | прасл. *žьmuriti < *mьžuriti                                                                        |  |
| натхнення           | пол. natchnienie < tchnąć < прасл. *dъxnǫti                                                                         | поет. на́дих                   | д.-рус. дꙑхати < прасл. *dyxati                                                                     |  |
| нурт                | пол. nurt | вир                           | прасл. *virъ                                                                                        |  |
| ошукати             | пол. oszukać | обдурити                      | прасл. *duriti (sę)                                                                                 |  |
| пасок               | пол. pasek < pas < прасл. *pojasъ                                                                                   | пояс                          | д.-рус. поꙗсъ < прасл. *pojasъ                                                                      |  |
| плаский             | пол. płaski < прасл. *plaskъ                                                                                        | плоский                       | д.-рус. плоскꙑи < прасл. *ploskъ                                                                    |  |
| порічки             | пол. porzeczka | смородина                     | прасл. *smorda, *smordina                                                                           |  |
| прагнути            | пол. pragnąć | жадати                        | д.-рус. жадати, жѧдати < прасл. *žędati < *gendati                                                  |  |
| простирадло         | пол. prześcieradło < зах. прасл. *prostěradlo < *prostěrati                                                         | простирало; про́стиня́          | д.-рус. простирало < сх., півд. прасл. *prostira(d)lo < *prostirati; д.-рус. *простирѧ < простирати |  |
| сейм                | пол. sejm < ст.-пол. sejm < прасл. *sъjьmъ                                                                          | іст., заст. сойм              | прасл. *sъjьmъ, звідки й д.-рус. соуимъ                                                             |  |
| славетний           | пол. sławetny | заст. славутній, славутний    | д.-рус. словѹтьнъ < прасл. *slovǫtъ                                                                 |  |
| тлумачити           | пол. tłumaczyć < прасл. *tъl̥mačь < тюрк. til                                                                        | товмачити                     | д.-рус. тълмачь, толмачь < прасл. *tъl̥mačь < тюрк. til                                              |  |
| тримати             | пол. trzymać | держати                       | д.-рус. дьржати < прасл. dьṛžati                                                                    |  |
| тубілець            | пол. tubylec | рідко. туземець               | д.-рус. тъзємьць, тозємьць                                                                          |  |
| філіжанка           | пол. filiżanka < рум. filigean < осман. فنجان (fincan) < перс. پنگان (pengân) < осет. фынг < дав.-гр. πίναξ (pínax) | чашка                         | д.-рус. чаша < прасл. *čaša                                                                         |  |
| цвях                | пол. ćwiek < нім. zweck < сер.-в.-нім. і давн.в-нім. zwec                                                           | гвіздо́к                       | д.-рус. гвоздь < прасл. *gvozdь < пра-балт.-сл. *gwasdas < пра-і.є. *gwosdʰos                       |  |
| швидкий             | пол. szwitki, świtki < сер.-н.-нім. swît < дав.-н.-нім. swið                                                        | розм. би́стрий                 | д.-рус. бꙑстрꙑи < прасл. *bystrъ < пра-і.є. *bʰūs-ro-                                               |  |

## Полонізми в російській мові
Період активного засвоєння польської лексики російською мовою належить до XVI—XVIII ст.. На думку польського філолога Веслава Вітковського, у сучасній літературній російській мові існує понад 1 000 полонізмів, а загальна кількість польських запозичень (у тому числі історичних) оцінюється ним у близько 7 500 слів. До найбільш поширених полонізмів у російській мові відносять, зокрема:
Приклади подаються згідно з «Етимологічним словником російської мови» Макса Фасмера. Інші джерела вказано в примітках і коментарях.
- Баранка («бублик») < біл. абаранак < пол. obarzanek[207] < obwarzanek, від obwarzany («обварений»)[208];
- Барвинок < укр. барвінок[209] < пол. barwinek < чеськ. barvínek < нім. Bärwinkel (буквально — «ведмежий куток»)[210];
- Башня («вежа») < baszta < італ. bastia («фортеця»);
- Бердыш («бердиш») < bardysz, berdysz < лат. barducium («метальний спис, легка сокирка»);
- Бляха < blacha;
- Бричка < bryczka;
- Брюква < brukiew;
- Будка < buda;
- Бутылка («пляшка») < butelka;
- Буханка («буханець») < bochenek;
- Быдло («бидло») < bydło;
- Ва́га («велика вагівниця для важких і громіздких предметів»; «коромисло терезів»), важный («важливий») < waga, ważny;
- Венгр («угорець») < Węgier, якому відповідає д.-рус. ѹгринъ;
- Вензель < węzeł;
- Вирши («старовинні російські і українські силабічні вірші»; ірон. «погані вірші») < укр. вірші[211] < пол. wiersz;
- Гарцевать < ст.-укр. гарцовати (гарцювати) < д.-пол. harcować < угор. harc («бій»; «боротьба»)[212];
- Гвалт («безладний крик, гамір»; «крик тварин, птахів») < укр. ґвалт[213] < пол. gwałt («насильство») < сер.-в.-нім. gewalt («насильство, сила»; «влада»; «багато»)[214];
- Гоголь-моголь < kogel-mogel < нім. Kuddelmuddel;
- Гонор < honor;
- Готовальня < gotowalnia (заст. «туалетний столик»), від gotować się («готуватися»);
- Граница («рубіж, кордон») < ст.-укр. граница < д.-пол. granica[215];
- Гренки («грінки») < grzanki, від grzać («гріти»), grzany («грітий»)[216];
- Грош < grosz < нім. Groschen < лат. grossus denarius («великий динарій»);
- Гусар < husarz;
- Дармовой («дармовий») < darmowy;
- Добровольный < ст.-укр. добровольный (добровільний) < д.-пол. dobrowolny[217][218];
- Дозволить < dozwolić[ком. 49];
- Доскональный («докладний, ретельний, ґрунтовний») < doskonały («досконалий»);
- Доход < ст.-укр. доходъ (дохід) < д.-пол. dochod[217][218];
- Дратва < dratwa;
- Дрель («дриль») < dryl < нім. Drill;
- Духовенство < duchowieństwo, що калькує нім. Geistlichkeit[219];
- Дышло («дишло») < dyszel;
- Если («якщо») < ст.-укр. єсли, єсьли, єстли < д.-пол. jestli, jesli[220];
- Жолнер («жовнір») < żołnierz;
- Забияка («забіяка») < zabijaka. Але може бути й запозиченням з укр. забіяка[221];
- Завзятый (розм. «який кохається в чомусь»; «справжній») < укр. завзятий < пол. zawzięty[222][223];
- Зависеть («залежати») < ст.-укр. зависнꙋти («стати залежним») < д.-пол. zawisnąć, що є півкалькою з нім. abhängen чи фр. dépendre[224];
- За́мок < ст.-укр. замокъ (замок) < д.-пол. zamek[131];
- Заядлый («затятий») < zajadłу;
- Интермедия < укр. інтермедія[211] < пол. intermedium < лат. intermedium («те, що знаходиться в середині»; «середнє»)[225];
- Карета < kareta < італ. carretta;
- Карта < karta;
- Каштан < kasztan;
- Клавиша («клавіша») < klawisz;
- Клянчить («канючити»; «жебрати») < klęczeć;
- Кляуза (зневажл. «дріб'язкова скарга, донос, обмова») < klauza («клявза») < лат. clausa;
- Ко́злы («передок у візку»; «пристосування для розпилювання дров») < kozły;
- Король, королева < król, królowa;
- Корона < укр. корона < пол. korona < лат. corōna («вінок»);
- Костёл («костел») < kościół < чеськ. kostel;
- Кролик < królik;
- Кружка («кухоль») < kruż < сер.-в.-нім. krûse;
- Крыжовник («аґрус») < *krzyżewnik, що калькує нім. Krisdohre (буквально — «христів терен»);
- Крыса («пацюк») < Krysia, зменш. форма імені Krystyna[226];
- Кувалда < біл. кавадла («ковадло») < пол. kowadło[71];
- Курок < kurek;
- Кухня < kuchnia;
- Ландыш («конвалія») < [łanysz, łanuszka] < łanie uszko (буквально — «вушко лані»)[227], що калькує лат. auricula cervi[228];
- Мазурка < mazurek;
- Малевать (розм. «мазюкати, базграти») < укр. малювати[211] < пол. malować;
- Маля́р («робітник, що займається фарбуванням будов, стін, приміщень»; зневажл. «мазій») < укр. маляр[229][230] < пол. malarz < нім. Maler[231];
- Махина < machina < лат. machina («машина, пристрій, засіб»);
- Мещанин («міщанин») < mieszczanin, від miasto («місто»). Калька нім. Bürger;
- Миля < ст.-укр. милѧ (миля) < д.-пол. mila < сер.-в.-нім. mila < лат. milia passuum («тисяча кроків»)[218];
- Миндаль («мигдаль») < migdał;
- Муровать < ст.-укр. мꙋровати (мурувати) < д.-пол. murować, від mur («стіна, мур»)[218];
- Муштровать («муштрувати») < musztrować;
- На́божный («побожний»), на́божность («побожність») < nabożny, nabożność[232];
- Никчёмный < укр. нікчемний < пол. nikczemny («негідний, низький, підлий»)[233];
- Обыватель («обиватель») < obywatel («громадянин») < чеськ. obyvatel («житель»);
- Одержáть[ком. 50] < ст.-укр. одєржати (оде́ржати) < д.-пол. odzierżać, що є півкалькою з лат. obtineo[65];
- Опека («опіка») < opieka, що калькує лат. procuratio[234];
- Особа («можновладна, впливова особа»; «особа жіночої статі») < ст.-укр. особа (особа) < д.-пол. osoba[235];
- Отвага («відвага») < odwaga, від odważyć się («відважитися»);
- Отчизна («вітчизна») < ojczyzna, від ojciec («отець»)[236];
- Отщепенец < ст.-укр. одщєпєнєцъ (відщепенець) < д.-пол. odszczepieniec[217][218][237];
- Паковать («пакувати») < pakować;
- Пан < ст.-укр. панъ < д.-пол. pan[218];
- Папироса («цигарка») < papieros, від papier («папір»);
- Пастернак < pasternak;
- Петрушка < pietruszka;
- Повидло < укр. повидло < пол. powidło, powidła < чеськ. povidlo, povidla, povidli («тягнуче вариво»)[90];
- Подлец («підлець») < podlec («незнатна людина»);
- По́дданный < ст.-укр. подданыи (піддáний) < д.-пол. poddany, що калькує лат. subditus[217][218];
- Поединок («двобій») < pojedynek;
- Поляк, польский < ст.-укр. полѧкъ, польский (поляк, польський) < д.-пол. polak, polski. Витіснило старі рос. лях, лядский < д.-рус. лѧхъ, лѧдьскꙑи[217][218];
- Пончик < pączek;
- Поручик («поручник») < porucznik («помічник») < д.-чеськ. poručník;
- Почта («пошта») < poczta < нім. Poste;
- Право < ст.-укр. право (право) < д.-пол. prawo, що калькує нім. Recht[218];
- Предместье («передмістя») < przedmieście;
- Присяга, присягать < ст.-укр. присѧга, присѧгати (присяга, присягати) < д.-пол. przysięga, przysięgać[217][218];
- Прошляпить < prześlepić («проглядіти, не помітити»), від ślepy («сліпий»);
- Пуля («куля») < kula;
- Пунцовый («червоногарячий») < pąsowy < фр. роnсеаu («яскраво-червоний»);
- Пушка («гармата») < puszka («металева коробка»);
- Рама < rama;
- Ратуша < ratusz;
- Рисунок < rysunek;
- Рынок («ринок») < rynek;
- Рыцарь («лицар») < rycerz;
- Сбруя < укр. збруя < пол. zbroja[238];
- Скарб (розм. «пожитки, майно») < skarb;
- Склеп < укр. склеп < пол. sklep («склепіння, підвал, склеп, крамниця»);
- Склонение («відмінювання») < skłonienie (сучасне deklinacja), що калькує лат. inclinatio, declinatio[239];
- Скромный («скромний») < skromny;
- Слесарь («слюсар») < ślusarz;
- Смаковать («смакувати») < smakować;
- Смалец («смалець») < smalec;
- Смертельный < ст.-укр. смєртєльный (смертельний) < д.-пол. śmiertelny < д.-чеськ. smrte(d)lný[157];
- Справедливый < ст.-укр. справєдливыи (справедливий) < д.-пол. sprawiedliwy < д.-чеськ. spravedlivý (також: «правильний»; «правдивий»; «пристойний»; «побожний»)[218];
- Столица («столиця») < stolica («трон»; «головне місто»)[217][240];
- Сумка < suma, sumka;
- Таблица («таблиця») < tablica;
- Танец («танець») < taniec;
- Тарелка («тарілка») < talerz;
- Тасовать («тасувати») < tasować;
- Тревога[ком. 51] < ст.-укр. тривога, трєвога, трывога (тривога)[241] < д.-пол. trwoga («почуття занепокоєння»; «сполох, страх»; «розбрат»; «небезпека»), від прасл. *trъvati, або *tu̯ьrati («тривати»; «терпіти»)[109]. Але може бути й питомим, успадкованим з прасл. *trьvoga[242];
- Турецкий < ст.-укр. тꙋрєцкий (турецький) < д.-пол. turecki[243]. Витіснило старе рос. ту́рский (турско́й)[217][218];
- Уважать («поважати») < uważać («бути уважним»; «спостерігати»);
- Улан < ułan;
- Фигляр («фігляр») < figlarz;
- Филёнка («фільонка») < filunek;
- Форточка («кватирка») < furtka («двері»);
- Хлопец < укр. хлопець[229] < пол. chłopiec;
- Цель («ціль») < cel;
- Цирюльник («цирульник») < cyrulik;
- Цифра < cyfra;
- Шкатулка < szkatuła;
- Шкода (розм. «витівка, пустощі (зазвичай злі, шкідливі)»; «пустун»), шкодливый («пустотливий») < ст.-укр. шкота, щкота, шкода (шкода) < д.-пол. szkoda < давн.в-нім. scado[217][218];
- Школяр (заст. «школяр»; розм. «який починає освоювати щось, недосвідчений») < укр. школяр[230] < пол. szkolarz < лат. scholāris («учень»);
- Шкура < skóra («шкіра») < прасл. *skora. Витіснило питоме скорá[244] (пор. рос. скорня́к — «кушнір»)[245];
- Шляхта < szlachta;
- Шпалеры («гобелени, тканинні шпалери»; «штахети для рослин») < szpaler;
- Шпаргалка < szpargał («старий пописаний папір»);
- Ярмарка («ярмарок») < jarmark.

Крім того, російська мова запозичила з польської мови сталі словосполучення: принять за (przyjąć za), так что (tak co); географічні назви: Париж (Paryż).

## Полонізми у білоруській мові
Більшість слів подаються згідно з «Етимологічним словником білоруської мови» Інституту мовознавства імені Якуба Коласа.
- Абсталява́ць («обладнати») < obstalować < нім. bestellen;
- Абша́р («обшар») < obszar;
- Абяца́ць («обіцяти») < obiecać;
- Адбі́так («відбиток») < odbitka, від bić («бити»);
- Адле́глы («віддалений»), адле́гласць («відстань») < odległy, odległość, що калькують нім. abliegend;
- Аздоба («оздоба») < ozdoba;
- Айце́ц («отець») < ojciec;
- Акалі́чнасць («обставина») < okoliczność, від okoliczny («навколишній»);
- Аловак («олівець») < ołówek;
- Анёл («ангел») < anioł;
- Апанта́ны («одержимий») < opętany, якому відповідає питоме апу́таны («обплутаний»);
- Асоба («особа») < osoba;
- Ахвя́ра («жертва»), ахвярава́ць («жертвувати») < ofiara, ofiarować < чеськ. ofěra < д.-чеськ. offěra, offerovati < лат. offere («запропонувати»; «принести в дар»);
- Ба́чыць («бачити») < baczyć;
- Бляск («блиск») < blask < прасл. *blěsk. Замість очікуваного *блеск;
- Братэ́рскі («братерський») < braterski, від д.-пол. bratr («брат»);
- Бу́лка < bułka;
- Бутэ́лька («пляшка») < butelka < фр. bouteille;
- Бы́дла («рогата худоба»; «бидло») < bydło;
- Бэз («бузок») < bez < прасл. *bъzъ. Замість очікуваного *боз;
- Бэ́сціць («ганити»; «мурзати») < bestwić;
- Вала́ць («волати») < wołać;
- Вандрава́ць («мандрувати») < wędrować < нім. wandern («подорожувати»);
- Ванітава́ць («нудити»; «блювати») < wonitować < womitować < лат. vomere;
- Вантробы («нутрощі») < wątroba («печінка»), якому відповідає питоме [утробы] («нутрощі»)[247];
- Вару́нак («обставина»; «умова») < warunek < нім. Wahrung;
- Ве́расень («вересень») < wrzesień, від wrzos («верес»);
- Відочны («очевидний»; «видимий») < widoczny («видимий»; «видний, ясний, гарний»);
- Відэ́лец («вилка») < widelec;
- Вільготны («вологий») < wilgotny;
- Водар («аромат») < odór («неприємний запах, сморід») < лат. odor («запах»);
- Выбача́ць («вибачати»), прабача́ць («пробачати») < wybaczać, przebaczać;
- Выгода («комфорт, зручність»; «сприятливі умови») < wygoda, якому відповідає питоме вы́гада («ви́года»);
- Вы́зваліць («визволити») < wyzwolić («зробити вільним»);
- Вы́йсце («вихід») < wyjście, від iść («йти»);
- Вы́канаць («виконати») < wykonać;
- Вы́падак («випадок») < wypadek, що калькує нім. Ausfall;
- Выра́зны («виразний») < wyrazny;
- Вы́спа («невеликий острів, здебільшого піщаний») < wyspa;
- Вы́хаваць («виховати»), выхава́нне («виховання») < wychować, wychowanie. Останнє калькує фр. éducation;
- Вэ́ндзіць («вудити, закопчувати»), вяндлі́на («шинка») < wędzić, wędlina («ковбасний виріб»), яким відповідає питоме [ву́дзіць];
- Га́ндаль («торгівля»), гандлява́ць («торгувати») < handel, handlować < нім. Handel, handeln;
- Гарэ́за («пустун») < herezja («єресь»; «скандали») < лат. haeresis;
- Гле́ба («ґрунт») < gleba < лат. gleba;
- Гу́зік («ґудзик») < guzik;
- Дабрачы́нны («благодійний») < dobroczynny;
- Дакла́дны («докладний») < dokładny;
- Дарэ́мны («даремний») < daremny, від darem («даром»). Замість очікуваного *даромны;
- Даты́чыцца («стосуватися») < dotyczyć;
- Дачыне́нне («стосунок») < mieć do czynienia («мати справу з кимось»);
- Дашчэ́нту («дотла») < do szczętu;
- Длу́баць («колупати») < dłubać;
- Дранцве́ць («німіти»; «ціпеніти») < drętwieć, від drętwy («позбавлений почуттів»);
- Драпе́жны («хижий»), драпе́жнік («хижак») < drapieżny, drapieżnik, від д.-пол. drapież («грабіж»)[248];
- Дрэ́ва («дерево») < drzewo, якому відповідає питоме дзе́рава < прасл. *dervo;
- Духаве́нства («духівництво») < рос. духовенство < пол. duchowieństwo, що є калькою з нім. Geistlichkeit;
- Дыва́н («килим») < dywan < тур. divan («рада, збори»);
- Е́нчыць («квилити, нити, настирно просити про щось») < jęczyć;
- Жанчы́на («жінка») < д.-пол. żeńczyzna;
- Жывёла («жива істота»; «худоба») < żywioł («стихія»; «тварина»);
- Зайздросціць («заздрити») < zazdrościć;
- Зале́жны («залежний») < zależny;
- Залёты («залицяння») < zaloty;
- За́мак («укріплений палац») < zamek;
- Заўжды́ («завжди») < zawżdy, якому відповідає питоме заўсёды;
- Заўзя́ты («завзятий») < zawzięty;
- Збан («джбан») < dzban, zban, якому відповідає питоме жбан;
- Згра́бны («зграбний») < zgrabny;
- Згра́я < zgraja;
- 3дольны («здатний, здібний») < zdolny, від zdoleć («змогти, впоратися»);
- 3дра́да («зрада») < zdrada;
- Змрок («морок») < zmrok («час від заходу сонця до ночі»);
- Зрок («зір») < wzrok, zrok;
- Зы́чыць («зичити») < życzyć;
- Імгне́нне («мить») < mgnienie;
- Істота < istota;
- Кабе́та («заміжня жінка») < kobieta («жінка»; первісно — пейоратив);
- Кава́дла («ковадло») < kowadło;
- Ка́чка < kaczka;
- Каштары́с («кошторис») < kosztorys;
- Кашу́ля («сорочка») < koszula < лат. casula («плащ із відлогою»);
- Ке́млівы («тямущий»), ке́міць («тямити») < д.-пол. *kiemliwy, *kiemić, від прасл. *kъmetь, звідки й укр. кмітливий, прикмета[249];
- Ке́пскі («кепський»), кпіць («кепкувати») < kiepski, kpić;
- Кле́нчыць («ставати на коліна»; «канючити») < klęczeć;
- Кодла («кодло») < godło;
- Краве́ц («кравець») < krawiec;
- Крок < krok;
- Крыж («хрест») < krzyż;
- Кува́лда < [кува́дла] < пол. kowadło;
- Лі́таваць («милувати»), лі́тасць («милосердя») < д.-пол. litować, litość < lutować («лютувати»), lutość («лють»);
- Лічэ́бнік («числівник») < liczebnik, від liczebny < д.-пол. liczebne, що є калькою з лат. numerale nomen;
- Ложак («ліжко») < łóżko[ком. 52];
- Ляга́вы («лягавий») < legawy pies («гончий собака, що навчений лягати та місце та виляти хвостом, коли він побачить птаха, на якого полюють»);
- Ля́мант («зойк») < д.-пол. lament («сильний плач») < лат. lāmentum («голосне нарікання»; «репет»);
- Маёнтак («маєток») < majątek;
- Мале́нства («дитинство, малоліття») < maleństwo;
- Марнатра́ўны («марнотратний»), марнатра́вец («марнотратник»; «ледар») < д.-пол. marnotrawny, marnotrawca;
- Менаві́та («са́ме») < д.-пол. mianowicie («поіменно»), від д.-пол. mianowity («конкретний»);
- Меркава́ць («міркувати») < д.-пол. miarkować («міряти»; «стримувати»; «порівнювати»);
- Млосць («знемога»; «млість») < д.-пол. mdłość;
- Млын («млин») < młyn, якому відповідає питоме [млін];
- Моц («міць»), мацава́ць («кріпити») < moc, mocować («зміцнювати, утверджувати»);
- Мру́жыцца («жмуритися») < mrużyć się;
- Мэ́та («мета») < meta < лат. mēta («ціль»; «кінцевий пункт»);
- Мястэ́чка («містечко») < miasteczko;
- Набакі́р («набакир») < na bakier;
- На́ват («навіть») < nawet;
- Наогул («взагалі») < na ogół[ком. 53];
- Насе́нне («насіння») < nasienie, від nasiać («насіяти»). Питома назва — се́мя;
- Небяспе́ка («небезпека») < [небеспячэ́нства] < пол. niebezpieczeństwo;
- Нябожчык («покійник») < nieboszczyk < niebożec < чеськ. nebožec;
- Пабла́жлівы («поблажливий») < pobłażliwy, від błagać («благати»);
- Паве́тра («повітря») < powietrze;
- Паві́дла («повидло») < powidło;
- Паві́нен («зобов'язаний зробити щось») < powinien;
- Павольны («повільний») < powolny;
- Падаба́цца («подобатися»), падабе́нства («схожість»; «подібність»; «спорідненість») < podobać się, podobieństwo;
- Пада́так («податок») < podatek;
- Падле́глы («підлеглий») < podległy;
- Падлога («підлога») < podłoga, від podłożyć[252], dłażyć («робити настил»);
- Падэ́шва («підошва») < podeszwa, якому відповідає питоме [падошва];
- Памяшка́нне («приміщення»; «житло») < pomieszkanie;
- Папле́чнік («поплічник») < poplecznik;
- Парта́чыць («партачити») < partaczyć;
- Парэ́чкі («порічки»; «смородина») < porzeczka;
- Паса́да («посада») < posada;
- Пе́ршы («перший») < pierwszy;
- Плён («плід, врожай»; «результат») < plon, якому відповідає питоме палон («полон»);
- Плётка («плітка»), плятка́р («пліткар»), плятка́рыць («пліткувати») < plotka, plotkarz, plotkarzyć;
- Пля́ма < plama;
- Подлы («підлий») < podły;
- Помнік («пам'ятник») < pomnik, що калькує нім. Denkmal;
- Пончык («пончик») < pączek, якому відповідає питоме пучок («жмуток»);
- Пра́вапіс («правопис») < prawopis. Зазнало зближення з питомим пра́вы («правий»);
- Пра́гнуць («жадати») < pragnąć;
- Прадме́сце («передмістя») < przedmieście;
- Прадме́т («предмет») < рос. предмет < пол. przedmiot, що калькує лат. objectum;
- Праме́нь («промінь») < promień;
- Прамысловы («промисловий») < przemysłowy;
- Продак («предок») < przodek, від przed («перед»);
- Прыме́тнік («прикметник») < przymiotnik, з давнішого imię przymiotne, що є перекладом лат. adiectivus;
- Прытомны («притомний») < przytomny («притомний»; «присутній») < чеськ. přítomný («присутній»);
- Прэч («геть») < precz;
- Пустэ́льня («пустеля») < pustelnia, від pustelnik («пустельник») < pustylnik < pustynnik, від pustynia («пустиня»);
- Пы́ха («пиха») < pycha < чеськ. pýcha;
- Пэ́ндзаль («пензель») < pędzel < нім. Pinsel;
- Пэ́ўны («певний») < pewny;
- Пяке́льны («пекельний») < piekielny;
- Пярсцёнак («каблучка») < pierścionek («прикраса на пальцях»);
- Ра́птам («знагла») < raptem;
- Роспач («розпач») < rozpacz;
- Ру́жа («троянда») < д.-пол. róża, ruża < д.-чеськ. ruože < лат. rose, або сер.-в.-нім. rôse;
- Самота, самотны («самотній») < samota, samotny;
- Сві́дар («свердло») < świder, якому відповідає питоме све́рдзел < прасл. *svьr̥dьlъ, svьr̥dьlo;
- Свядомы («свідомий») < świadomy, якому відповідає питоме [све́дамы] («тямущий»);
- Скарбонка («скарбничка») < skarbonka < д.-пол. karbona («карнавка») < лат. corbona;
- Ска́рдзіцца («скаржитися»), ска́рга < skarżyć (się), skarga;
- Скляпе́нне («склепіння») < sklepienie;
- Скна́ра < sknara, sknera від sknerać («бідкатися, рюмсати»);
- Скронь («скроня») < skroń;
- Скру́ха < skrucha;
- Ску́ра («шкіра») < skóra;
- Ску́так («наслідок»; «висновок») < skutek;
- Слане́чнік («соняшник») < słonecznik;
- Слоік («скляна банка») < słoik, słój;
- Слоўнік («словник») < słownik;
- Слуп («стовп») < słup, якому відповідає питоме стоўп («вежа, колона»; «скирта»);
- Слу́шны («слушний») < słuszny;
- Спадзява́цца («сподіватися») < spodziewać się;
- Спа́дкі («спадок») < д.-пол. spadek, від spaść («дістатись у спадок від померлого»);
- Спрача́цца («сперечатися»), спрэ́чка («суперечка») < sprzeczać się, sprzeczka;
- Сродак («засіб») < д.-пол. środek («середина»; «засіб»), якому відповідає питоме [сяродак] («осередок»; «засіб»);
- Стакротка («стокротка») < stokrotka;
- Стасава́цца («бути відповідним чомусь») < stosować (się);
- Стра́ціць («покарати смертю»), страце́нне («страта») < stracić, stracenie;
- Страшы́дла («страхіття») < straszydło;
- Суке́нка («сукня») < suknia;
- Сці́слы («стислий») < ścisły < д.-пол. ściskły («щільний»; «докладний»; «скупий»), від ściskać («стискати»);
- Тае́мны («таємний») < tajemny, що є результатом контамінації *tajemъ і *tajьnъ;
- Та́нны («дешевий») < tani, [tanny] < прасл. *tunjь;
- Та́рка («тертка») < tarka, від trzeć («терти»);
- Таямні́ца («таємниця»), таямні́чы («таємничий») < tajemnica, tajemniczy, від tajemny («таємний»);
- Твар («лице») < twarz < чеськ. tvář;
- Тлум («очманіння»; «метушня»; «натовп»), тлумі́ць («морочити») < tłum, tłumić («приглушувати»; «стримувати»);
- Тлума́чыць («товмачити») < tłumaczyć;
- Тлу́сты («жирний»; «товстий»), тлушч («жир») < tłusty, tłuszcz;
- Тра́пны («влучний») < trafny;
- Ту́былец («туземець») < tubylec;
- Тутэ́йшы («тутешній») < tutejszy, від tutej («тут»);
- Ты́дзень («тиждень») < tydzień < чеськ. týden;
- Цуд («диво»), цудоўны («чудовий») < cud, cudowny.

### Кальки
- Абве́стка («оголошення») з пол. obwieszczenie;
- Гарэ́лка («горілка») з пол. gorzałka;
- Існава́нне («існування») з пол. istnienie;
- Падру́чнік («підручник») з пол. podręcznik;
- Пасяджэ́нне («засідання») з пол. posiedzenie;
- Перадумова («передумова») з пол. przedugoda;
- Прадве́сне («провесна») з пол. przedwiośnie;
- Рэчаі́снасць («дійсність») з пол. rzeczywistość;
- Спражэ́нне («дієвідміна»; «дієвідмінювання») з пол. sprężenie.

## Псевдополонізми
Іноді до полонізмів без достатніх підстав зараховують питомо українські слова давньоруського й праслов'янського походження:
| Українське слово | Походження                                                            | Схоже польське слово | Примітки |
| ---------------- | --------------------------------------------------------------------- | -------------------- | --- |
| аби              | д.-рус. абꙑ                                                           | aby                  | Утворене з а + бꙑ; первісно — аорист у значенні суб'юнктива. |
| але              | д.-рус. а + ле («ледве»)                                              | ale                  | |
| батіг            | д.-рус. батогъ                                                        | batog                | |
| блазень          | д.-рус. блазнъ («спокуса, обман»)                                     | błazen               | Співзвучні слова наявні в багатьох слов'янських мовах (напр. староцерк.-слов. блазнъ — «омана, спокуса»). Походження їх неясне, частіше за все вважаються спорідненими з латис. blazt («блимати»), blazma («блиск»). |
| бо               | д.-рус. бо < прасл. *bo                                               | bo                   | Поширене і в церковнослов'янській мові. Споріднене з рос. ибо. |
| брила            | пра-і.є. *bhrula, *bhrila                                             | bryła                | |
| бруд             | прасл. *brudъ                                                         | brud                 | |
| вада             | д.-рус. вада («суперечка, сварка»; «хиба»; «наклеп»)                  | wada                 | |
| вапно            | д.-рус. вапь («фарба»), д.-рус. вапьно («вапно») < прасл. *vapьno     | wapno                | Вважається спорідненим з прусськ. woapis, латис. vãpe. Також припускають запозичення з грец. βαφή. |
| гречкосій        | гречка+сіяти                                                          | hreczkosiej          | Не може бути полонізмом, бо діалектне пол. hreczka («гречка») — українізм (нормативним варіантом є gryka). |
| гроно            | прасл. *grono                                                         | grono                | Полонізмом може вважатися лише фонетичний варіант з початковим ґ (ґроно). |
| діжка            | д.-рус. дѣжа < прасл. *děža                                           | dzieża               | Засвідчене і в російській мові (дежа). |
| живиця           | прасл. *živica                                                        | żywica               | У цьому значенні відоме й у російській мові. |
| з-за             | прасл. *jьz- + *za                                                    | zza                  | |
| квітка           | прасл. *květъ, *květъka                                               | kwiat                | У західнослов'янських мовах збереглися праслов'янські сполучення *gv, *kv. У південнослов'янських мовах ці звукосполучення перейшли у *zv, *cv в межах процесу другої палаталізації; вважається, що аналогічний процес відбувся і в східнослов'янських. Але лексикографічні дані показують питомість форм *gv, *kv для багатьох українських діалектів (у тому числі східних, де польський вплив був меншим), а також для деяких російських (форми кветка, квести тривалий час зберігалися в північно-західних російських діалектах). |
| коло             | д.-рус. коло < прасл. *kolo                                           | koło                 | Первісне значення — «колесо», «круг». Стародавня множина слова коло — колеса (пор. чудо — чудеса). |
| кохати           | прасл. *kochati                                                       | kochać               | Первісне значення — «доглядати, дбати». Не виключений вплив польського значення слова на його українську семантику. Пояснення самого слова як полонізму непереконливе. Споріднене з розкіш, від прасл. *orzkochati («розкохати»). |
| кравець          | прасл. *kravьcь                                                       | krawiec              | Праслов'янське *kravьcь вважається діалектним: слово, очевидно, було відоме тільки на півночі поширення праслов'янських говорів, бо похідні від нього представлені тільки в західних і почасти східнослов'янських мовах (чеськ. kravec, пол. krawiec, в.-луж. і н.-луж. krawc, укр. кравець, біл. кравец, рос. діал. кравец). |
| кут              | прасл. *kǫtъ                                                          | kąt                  | Існує й у російських діалектах. |
| лихо             | д.-рус. лихо («зло»; «надлишок»; «прибуток») < прасл. *liхo           | licho                | |
| лікар            | д.-рус. лѣкарь                                                        | lekarz               | Пов'язане з прасл. *lěčiti («лікувати»). Слово лекарь як застаріле відоме і в російській мові. |
| неділя           | д.-рус. недѣлѧ, недѣлꙗ < прасл. *nedělja                              | niedziela            | Змінення семантики слова рос. неделя («тиждень») відбулося, певно, під впливом подвійного значення грец. σάββατα («субота»; «тиждень»). В інших слов'янських мовах слово зберігає своє давнє значення. Однак, у давньоруській мові слово недѣлꙗ значило не тільки «неділя», а й «тиждень». |
| око              | д.-рус. око < прасл. *оkо                                             | оkо                  | Праслов'янське слово, праіндоєвропейського походження (лит. akìs, грец. ὄσσε, лат. oculus). У російській сприймається як застаріле й вживається лише в поетичному контексті. |
| оксамит          | д.-рус. оксамитъ                                                      | aksamit              | Трапляється в тексті поеми «Слово о полку Ігоревім». Давньоруське слово походить від грец. ἑξάμιτος, із закономірним для східнослов'янських мов переходом початкового ἑ- в «о-». Для польського ж можливе латинське посередництво (через лат. examitum). |
| опріч            | д.-рус. опрочь, опроче                                                | oprócz               | Слова опрочи́, опро́чь відомі в діалектах російської мови. |
| питати           | д.-рус. пꙑтати                                                        | pytać                | Для рос. пытать значення «питати» відоме як застаріле. Основне — «катувати», «допитувати на тортурах». |
| прапор           | д.-рус. прапоръ                                                       | proporzec            | Питомо східнослов'янське слово — поропоръ (< прасл. *роrроrъ). Форма прапоръ є церковнослов'янізмом. |
| рік              | д.-рус. рокъ («вік»; «доля») < прасл. *rokъ («термін, умовлений час») | rok                  | У російській мові теж існують похідні: рок («фатум, доля»), срок («термін, строк»). |
| річ              | прасл. *rěčь < *rěkjь («мова», «слово», «об'єкт»)                     | rzecz                | Праслов'янське *rěkjь > *rěčь утворене від дієслова *rekti («говорити») з подовженням ступеня голосного. У російській мові слово речь у значенні «предмет» відоме як застаріле. |
| рух              | прасл. *ruхъ                                                          | ruch                 | З того ж кореня д.-рус. роушити («пересувати»). Звідси й рос. рушить («руйнувати, розвалювати»), рухлядь («мотлох»; первісно — «рухоме майно»). |
| смарагд          | д.-рус. смарагдъ, измарагдъ                                           | szmaragd             | Запозичено з грец. σμάραγδος через церковнослов'янське посередництво. |
| чапля            | прасл. *čapja                                                         | czapla               | Російську форму з початковим [ц] пояснюють як північну діалектну, з ареалу «цокаючих» говірок. У більшості слов'янських мов і діалектів існує форма з початковим [ч], у тому числі й у південноросійських говорах. |
| час              | д.-рус. часъ («час»; «година») < прасл. *čаsъ                         | czas                 | У російській мові основне значення — «година», але відоме вживання і в давньому значенні «час». |

Серед псевдополонізмів і слово «мова». До XVI століття в українській писемності вживалися давньоруські форми мълва, молва у старому значенні «поголос, чутки». Юрій Шевельов зазначає, що сильний польський вплив на українську мову сприяв швидкому поширенню слова мо́ва в сучасному значенні, про що свідчить його польський наголос.
Як стверджує Володимир Петрусь, пол. mowa з'являється наприкінці XIV століття у Флоріанському псалтирі (поряд з давнішою формою mołwa). На його думку, обидві форми слова не можуть вважатися питомо польськими, бо відповідно до законів польської фонетики прасл. *mъl̥va мало дати пол. *mełwa (порівн. wełna, pełny). Водночас фонетичний розвиток mъlva > mou̯va > mova не має аналогів у польській, але закономірний на українсько-білоруському ґрунті. У староукраїнській мові перехід ъл в [u̯] закінчився вже в XIV ст., тоді як у польській мові вимова ł почала змінюватися на [u̯] тільки наприкінці XVI століття. Зважаючи на малопольське походження згаданої пам'ятки, Петрусь доходить висновку, що форма mowa проникла в польську книжність з українських або мішаних говірок навколо Кракова, і поширилася з метою відокремлення від церковнослов'янської лексеми рѣчь. «Етимологічний словник польської мови» Анджея Баньковського припускає можливість запозичення пол. mowa з українського ареалу.
Польське походження традиційно приписують слову «місто», протиставляючи натомість заст. укр. го́род. У давньопольській мові miasto первісно означало «місце проживання». Швидше за все, сучасне значення «великий населений пункт» закріпилося під впливом чеськ. místo, яке, очевидно, є калькою з сер.-в.-нім. stat («місце»; «місто»). З другого боку, дав.-рус. і староцерк.-слов. мѣсто, окрім основного значення «місце», також засвідчене у значеннях «місто», «неукріплений населений пункт», «неукріплена частина міста», «посад» (на протиставлення укріпленому го́роду).
До полонізмів також часто зараховують українські слова з префіксами «ви-», «з-» (яким відповідає рос. из-), і «з-», «с-» (рос. воз-): виборчий, вимір, здрібнілий, змінний, зненавидіти, зникати, зовнішній, сходинка, схід тощо, порівнюючи їх зі схожими польськими (wyborczy, wymiar, zdrobniały, zmienny, znienawidzić, znikać, zewnętrzny, schodek, wschód). Проте, достеменно відомо, що префікси «воз-», «из-», а також більшість слів з ними, за походженням не східнослов'янські, а запозичені з церковнослов'янської (староцерковнослов'янської) мови (пор. рос. выбор — церк.-слов. изборъ).
Не можуть вважатися полонізмами й українські назви місяців, схожі з польськими: лютий, квітень, серпень, листопад, грудень (пол. luty, kwiecień, sierpień, listopad, grudzień), оскільки вони мають загальнослов'янське походження.